# Victor Anichebe
Victor Chinedu Anichebe (* 23. April 1988 in Lagos) ist ein nigerianischer ehemaliger Fußballspieler. Seine Familie zog nach England, als er ein Jahr alt war.

## Karriere
Anichebe wird als schneller und kraftvoller Spieler beschrieben.
Der Stürmer spielt seit 2004 beim FC Everton und entstammt der Jugendakademie des Vereins. In der Saison 2005/06 kam er zu seinem ersten Einsatz in der Premier League und belegte mit Everton den elften Platz. Nachdem er für West Bromwich Albion aktiv gewesen war, spielt er seit September 2016 für den AFC Sunderland. Nach einem halben Jahr in Peking beendete er Anfang 2018 seine Laufbahn.
Im August 2006 wurde er in die englische U-19-Nationalmannschaft berufen, da er aber gern für Nigeria spielen wollte, lehnte er ab. Daraufhin wurde er im September in die nigerianische U-20-Nationalmannschaft berufen.